# フレシノキサン
フレシノキサン（英：Flesinoxan、DU-29,373）は、フェニルピペラジン系の強力な選択的な5-HT1A受容体のパーシャル/ニア-フルアゴニストである。当初は降圧薬として開発されたが、後に動物実験で抗うつ作用と抗不安作用があることがわかった。その結果、うつ病の治療薬としていくつかの小規模なヒトでの社会実験で検討され、堅牢な効能と非常に良好な忍容性がわかった 。しかし、「経営判断」により、フレシノキサンの開発は中止され、それ以上研究されることはなかった。
患者において、フレシノキサンはレム睡眠の潜時を延長し、体温を低下させ、ACTH、コルチゾール、プロラクチン、成長ホルモンのエキソサイトーシスを増加させる。